# Walery Waygart
Walery Waygart (ur. 1821 w Stopnicy, zm. 22 września 1902 w Podliskach Małych) – burmistrz Przemyśla (1873-81), poseł do Sejmu Krajowego (1873-89).

## Edukacja
Rodzina Waygartów pochodząca z Królestwa Polskiego, przeniosła się do Lwowa, gdzie Walery ukończył szkołę średnią i Wydział Prawa na tamtejszym Uniwersytecie. 

## Działalność polityczna
W okresie Wiosny Ludów członek Komitetu Narodowego, należał do deputacji obywateli, która jeździła do Wiednia z petycjami dotyczącymi rozszerzenia praw Galicji. Po przywróceniu neoabsolutyzmu skupił się na pracy zawodowej i dopiero w okresie autonomii galicyjskiej powrócił do aktywnej pracy na polu publicznym. W 1854 przeniósł się do Przemyśla, gdzie otworzył własną kancelarię adwokacką. Z czasem został prezesem miejscowej Izby Adwokatów. W okresie powstania styczniowego był z ramienia Rządu Narodowego komisarzem wojennym w obwodzie przemyskim. Po wprowadzeniu samorządu miejskiego wszedł do pierwszej Rady Miasta. W latach 1873–81 pełnił funkcję burmistrza miasta, jednocześnie sprawując obowiązki posła do Sejmu Krajowego trzech kadencji. W latach 1879–83 był zastępcą członka Wydziału Krajowego we Lwowie. Za jego kadencji wyremontowano i rozszerzono szpital powszechny, odnowiono budynek magistratu, zreorganizowano policję miejską i straż pożarną. Z jego inicjatywy miasto odzyskało od władz austriackich swoje archiwum. Z ramienia Rady Miasta zasiadał przez szereg lat w Radzie Powiatowej. 5 września 1880 roku witał w Przemyślu cesarza Franciszka Józefa I oraz wręczył mu klucze miasta.

## Działalność społeczna
W 1865 pierwsze walne zgromadzenie Towarzystwa Muzycznego wybrało Waygarta swoim prezesem. Funkcję tę pełnił przez dziesięć lat. Z jego inicjatywy (oraz inż. Edmunda Krzena) powołano w 1869 Towarzystwo Rzemieślników „Gwiazda”, którego był prezesem.

## Rodzina
Z małżeństwa z Joanną z Baczyńskich urodziły mu się dwie córki – Maria (zamężna Papara) oraz Wincenta, która poślubiła adwokata Leonarda Tarnawskiego.

## Upamiętnienie
Na początku XX wieku jego imieniem nazwaną jedną z bocznych ulic Dworskiego w Przemyślu, a w późniejszym okresie przeniesiono w bardziej reprezentacyjne miejsce na Podzamczu (w miejsce ulicy Spadzistej), gdzie istnieje do dziś.